# Wahlkreis Nr. 17 (Senat der Republik Polen, 2001–2011)
Der Wahlkreis Nr. 17 (polnisch Okręg wyborczy nr 17) war ein von 2001 bis 2011 bestehender Wahlkreis für die Wahl des Senats der Republik Polen und wurde auf Grundlage der Ordynacja wyborcza do Sejmu Rzeczypospolitej Polskiej i do Senatu Rzeczypospolitej Polskiej (Wahlordnung für den Sejm der Republik Polen und für den Senat der Republik Polen) vom 12. April 2001 (Dz.U. 2001 nr 46 poz. 499) errichtet. Die erste Wahl, die im Wahlkreis stattfand, war die Parlamentswahl am 23. September 2001.
Der Wahlkreis umfasste nach der Anlage Nr. 2 (Załącznik nr 2) der Ordynacja wyborcza do Sejmu Rzeczypospolitej Polskiej i do Senatu Rzeczypospolitej Polskiej in der letzten Bekanntmachung vom 30. Juni 2005 (Dz.U. 2005 nr 140 poz. 1173) die kreisfreien Städte Ostrołęka und Siedlce und die Powiate Garwoliński, Łosicki, Makowski, Miński, Ostrołęcki, Ostrowski, Pułtuski, Siedlecki, Sokołowski, Węgrowski und Wyszkowski der Woiwodschaft Masowien (Województwo mazowieckie).
Durch den Wechsel von Mehrpersonenwahlkreisen zu Einpersonenwahlkreisen wurde der Wahlkreis Nr. 17 im Jahr 2011 aufgelöst. Das Gebiet des Wahlkreises entspricht den Wahlkreisen Nr. 46, Nr. 47 und Nr. 48 seit 2011.
Der Sitz der Wahlkreiskommission war Siedlce.

## Wahlkreisvertreter
| WP   | Wahl | Senator (Wahlkomitee) | Senator (Wahlkomitee)                                              | Senator (Wahlkomitee)                           | Senator (Wahlkomitee)                                             | Senator (Wahlkomitee) | Senator (Wahlkomitee)                                                       |
| ---- | ---- | --------------------- | ------------------------------------------------------------------ | ----------------------------------------------- | ----------------------------------------------------------------- | --------------------- | --------------------------------------------------------------------------- |
| V.   | 2001 |                       | Krzysztof Wawrzyniec Borkowski (KW Polskiego Stronnictwa Ludowego) |                                                 | Andrzej Anulewicz (KKW Sojusz Lewicy Demokratycznej – Unia Pracy) |                       | Sławomir Izdebski (KW Samoobrona Rzeczpospolitej Polskiej)                  |
| VI.  | 2005 |                       | Henryk Górski (KW Prawo i Sprawiedliwość)                          |                                                 | Andrzej Jerzy Kawecki (KW Prawo i Sprawiedliwość)                 |                       | Waldemar Jerzy Kraska (KW Liga Polskich Rodzin) (KW Prawo i Sprawiedliwość) |
| VII. | 2007 |                       | Henryk Górski (KW Prawo i Sprawiedliwość)                          | Krzysztof Majkowski (KW Prawo i Sprawiedliwość) |                                                                   |                       | Waldemar Jerzy Kraska (KW Liga Polskich Rodzin) (KW Prawo i Sprawiedliwość) |

## Wahlergebnisse

### Parlamentswahl 2001
Die Wahl fand am 23. September 2001 statt.
| #  | Kandidat | Kandidat                       | Wahlkomitee                                                                      | Stimmen | Prozent |
| -- | -------- | ------------------------------ | -------------------------------------------------------------------------------- | ------- | ------- |
| 1  |          | Robert Wiesław Ambroziewicz    | KWW Blok Senat 2001                                                              | 40.315  | 12,66 % |
| 2  |          | Andrzej Anulewicz              | KKW Sojusz Lewicy Demokratycznej – Unia Pracy                                    | 74.291  | 23,33 % |
| 3  |          | Jerzy Józef Baranowski         | KWW Blok Senat 2001                                                              | 41.891  | 13,15 % |
| 4  |          | Tadeusz Bednarczyk             | KKW Sojusz Lewicy Demokratycznej – Unia Pracy                                    | 69.321  | 21,76 % |
| 5  |          | Krzysztof Wawrzyniec Borkowski | KW Polskiego Stronnictwa Ludowego                                                | 75.707  | 23,77 % |
| 6  |          | Stanisław Ceberek              | Kurpiowski KWW Kandydata na Senatora Rzeczpospolitej Polskiej Stanisława Ceberka | 24.297  | 7,63 %  |
| 7  |          | Jan Chodkowski                 | KWW Blok Senat 2001                                                              | 49.793  | 15,63 % |
| 8  |          | Jerzy Dobek                    | KW Polskiego Stronnictwa Ludowego                                                | 66.127  | 20,76 % |
| 9  |          | Jan Hawrylewicz                | KKW Sojusz Lewicy Demokratycznej – Unia Pracy                                    | 60.975  | 19,14 % |
| 10 |          | Sławomir Izdebski              | KW Samoobrona Rzeczpospolitej Polskiej                                           | 70.940  | 22,27 % |
| 11 |          | Leszek Mariusz Knap            | KW Polskiej Partii Socjalistycznej                                               | 13.291  | 4,17 %  |
| 12 |          | Stefan Zygmunt Kryczka         | KW Polskiego Stronnictwa Ludowego                                                | 51.920  | 16,30 % |
| 13 |          | Wiesław Antoni Perzanowski     | KW Liga Polskich Rodzin                                                          | 69.158  | 21,71 % |

Wahlberechtigte: 726.768 – Wahlbeteiligung: 45,65 % – Quelle: Dz.U. 2001 nr 109 poz. 1187

### Parlamentswahl 2005
Die Wahl fand am 25. September 2005 statt.
| #  | Kandidat | Kandidat                       | Wahlkomitee                                        | Stimmen | Prozent |
| -- | -------- | ------------------------------ | -------------------------------------------------- | ------- | ------- |
| 1  |          | Andrzej Anulewicz              | KW Samoobrona Rzeczpospolitej Polskiej             | 47.086  | 15,85 % |
| 2  |          | Mirosław Jan Augustyniak       | KW Polskiego Stronnictwa Ludowego                  | 37.369  | 12,58 % |
| 3  |          | Danuta Anna Bodzek             | KWW „Normujemy Przyszłość“                         | 25.613  | 8,62 %  |
| 4  |          | Krzysztof Wawrzyniec Borkowski | KW Polskiego Stronnictwa Ludowego                  | 54.130  | 18,23 % |
| 5  |          | Leszek Bogusław Borkowski      | KW Samoobrona Rzeczpospolitej Polskiej             | 39.342  | 13,25 % |
| 6  |          | Janusz Dobrowolski             | KW Organizacji Narodu Polskiego–Ligi Polskiej      | 17.100  | 5,76 %  |
| 7  |          | Henryk Dykty                   | KW Ruch Patriotyczny                               | 15.312  | 5,16 %  |
| 8  |          | Zbigniew Dziewulski            | KW Partii Inicjatywa RP                            | 6.706   | 2,26 %  |
| 9  |          | Henryk Górski                  | KW Prawo i Sprawiedliwość                          | 75.477  | 25,41 % |
| 10 |          | Sławomir Izdebski              | KW Samoobrona Rzeczpospolitej Polskiej             | 48.405  | 16,30 % |
| 11 |          | Andrzej Jerzy Kawecki          | KW Prawo i Sprawiedliwość                          | 72.453  | 24,39 % |
| 12 |          | Stanisław Marian Koziej        | KW Platforma Obywatelska RP                        | 41.004  | 13,81 % |
| 13 |          | Waldemar Jerzy Kraska          | KW Liga Polskich Rodzin                            | 54.260  | 18,27 % |
| 14 |          | Stanisław Tadeusz Kurpiewski   | KWW Stanisława Tadeusza Kurpiewskiego – Senat 2005 | 9.958   | 3,35 %  |
| 15 |          | Krzysztof Majewski             | KW Sojusz Lewicy Demokratycznej                    | 22.308  | 7,51 %  |
| 16 |          | Beata Małgorzata Maksymiak     | KW Polskiej Partii Narodowej                       | 6.381   | 2,15 %  |
| 17 |          | Józef Oleksy                   | KW Sojusz Lewicy Demokratycznej                    | 39.030  | 13,14 % |
| 18 |          | Michał Strąk                   | KWW Michała Strąka                                 | 7.993   | 2,69 %  |
| 19 |          | Jerzy Strzelecki               | KW Ruch Obrony Bezrobotnych                        | 12.743  | 4,29 %  |
| 20 |          | Paweł Szczęsny                 | KW Dom Ojczysty                                    | 13.663  | 4,60 %  |

Wahlberechtigte: 739.860 – Wahlbeteiligung: 41,68 % – Quelle: Dz.U. 2005 nr 195 poz. 1627

### Parlamentswahl 2007
Die Wahl fand am 21. Oktober 2007 statt.
| #  | Kandidat | Kandidat                      | Wahlkomitee                                       | Stimmen | Prozent |
| -- | -------- | ----------------------------- | ------------------------------------------------- | ------- | ------- |
| 1  |          | Robert Wiesław Ambroziewicz   | KW Platforma Obywatelska RP                       | 81.973  | 22,26 % |
| 2  |          | Andrzej Anulewicz             | KW Samoobrona Rzeczpospolitej Polskiej            | 16.757  | 4,55 %  |
| 3  |          | Maciej Drabio                 | KKW Lewica i Demokraci SLD+SDPL+PD+UP             | 28.283  | 7,68 %  |
| 4  |          | Henryk Górski                 | KW Prawo i Sprawiedliwość                         | 99.902  | 27,13 % |
| 5  |          | Jan Górski                    | KKW Lewica i Demokraci SLD+SDPL+PD+UP             | 31.227  | 8,48 %  |
| 6  |          | Gabriel Janowski              | KW Przymierze dla Polski                          | 22.495  | 6,11 %  |
| 7  |          | Stanisław Jastrzębski         | KW Polskiego Stronnictwa Ludowego                 | 58.704  | 15,94 % |
| 8  |          | Stanisław Kaliński            | KW Polskiego Stronnictwa Ludowego                 | 49.133  | 13,34 % |
| 9  |          | Witold Stefan Kikolski        | KW Platforma Obywatelska RP                       | 61.415  | 16,68 % |
| 10 |          | Waldemar Jerzy Kraska         | KW Prawo i Sprawiedliwość                         | 115.949 | 31,48 % |
| 11 |          | Krzysztof Majkowski           | KW Prawo i Sprawiedliwość                         | 98.828  | 26,84 % |
| 12 |          | Krystyna Mikołajczuk-Bohowicz | KW Polskiego Stronnictwa Ludowego                 | 37.883  | 10,29 % |
| 13 |          | Marian Piłka                  | KWW Prawicy Marka Jurka                           | 30.162  | 8,19 %  |
| 14 |          | Jarosław Puścion              | KWW Jarosława Puściona „Dla rozwoju i współpracy“ | 16.462  | 4,47 %  |
| 15 |          | Zbigniew Jan Rzewuski         | KWW Rzewuski Zbigniew Jan „Zgoda i Rozwój“        | 8.757   | 2,38 %  |
| 16 |          | Marek Stanisław Szambelan     | KW Nowa Wizja Polski                              | 5.898   | 1,60 %  |
| 17 |          | Ryszard Władysław Załuska     | KKW Lewica i Demokraci SLD+SDPL+PD+UP             | 35.481  | 9,63 %  |

Wahlberechtigte: 746.842 – Wahlbeteiligung: 50,51 % – Quelle: Dz.U. 2007 nr 198 poz. 1439